# موريس فوتييه
موريس فوتييه (بالفرنسية: Maurice Vautier)‏ هو القافز بالزانة فرنسي، (ولد في Elbeuf ‏ في فرنسا 1901 – 1979 م).

## وصلات خارجية
- موريس فوتييه على موقع أوليمبيديا (الإنجليزية)